# Parlamentswahl in St. Lucia 1987 (30. April)
Die Parlamentswahl in St. Lucia am 30. April 1987 (englisch General elections) waren die fünfzehnten Parlamentswahlen in St. Lucia.

## Wahl
Bereits am 6. April 1987 hatte eine Wahl stattgefunden. Aus dieser ging die United Workers Party zwar als Sieger hervor, aber der Vorsprung war so knapp, dass der damalige Premierminister John Compton Neuwahlen forderte, welche das Ergebnis allerdings nur bestätigten. Die Wahlbeteiligung war zwar etwas höher, aber die Sitzverteilung der Parteien blieb bestehen. Diese Wahlen wurden nach nur 24 Tagen am 30. April abgehalten.
| Partei                    | Stimmen | %    | Sitze |
| ------------------------- | ------- | ---- | ----- |
| United Workers Party      | 28.046  | 53.2 | 9     |
| Saint Lucia Labour Party  | 21.515  | 40.8 | 8     |
| Progressive Labour Party  | 3.176   | 6    | 0     |
| Invalid/blank votes       | 1.153   | –    | –     |
| Total                     | 53.883  | 100  | 17    |
| Registered voters/turnout | 83.257  | 64.7 | –     |
| Source: Nohlen, PDBA      |         |      |       |